# Rodney Amateau
Rodney Amateau ou Rod Amateau est un réalisateur, producteur et scénariste américain né le 20 décembre 1923 à New York, New York (États-Unis), mort le 29 juin 2003 à Los Angeles (Californie).

## Filmographie

### Comme réalisateur
- 1950 : The George Burns and Gracie Allen Show (en) (série télévisée)
- 1952 : La Hyène du Missouri (The Bushwhackers)
- 1952 : Roméo et Jeannette (en) (Monsoon)
- 1955 : The Lone Wolf (en) (série télévisée)
- 1955 : The Bob Cummings Show (en) (série télévisée)
- 1958 : The George Burns Show (en) (série télévisée)
- 1960 : Maggie (TV)
- 1961 : Monsieur Ed, le cheval qui parle (Mister Ed) (série télévisée)
- 1961 : Margie (en) (série télévisée)
- 1964 : L'Île aux naufragés (Gilligan's Island: Marooned) (TV)
- 1965 : O.K. Crackerby! (en) (série télévisée)
- 1970 : Pussycat, Pussycat, I Love You (en)
- 1971 : Le Plaisir des dames (The Statue)
- 1972 : La Clinique en folie (Where Does It Hurt?)
- 1976 : Drive-In (en)
- 1976 : The Money
- 1978 : L'Amour libre au collège (en) (The Seniors)
- 1979 : Son of Hitler (de)
- 1979 : Shérif, fais-moi peur ("The Dukes of Hazzard") (série télévisée)
- 1979 : Supertrain (série télévisée)
- 1980 : Enos (série télévisée)
- 1983 : Retour vers l'enfer (Uncommon Valor) (TV)
- 1983 : Drôle de collège (High School U.S.A.) (TV)
- 1984 : Lovelines (en)
- 1987 : Les Crados, le film (The Garbage Pail Kids Movie)

### Comme producteur
- 1950 : The George Burns and Gracie Allen Show (en) (série télévisée)
- 1965 : Une mère pas comme les autres (My Mother the Car) (série télévisée)
- 1965 : O.K. Crackerby! (en) (série télévisée)
- 1972 : La Clinique en folie (Where Does It Hurt?)
- 1987 : Les Crados, le film (The Garbage Pail Kids Movie)
- 1989 : Swimsuit (TV)

### Comme scénariste
- 1952 : La Hyène du Missouri (The Bushwhackers)
- 1969 : Cramponne-toi, Jerry (Hook, Line & Sinker) de George Marshall
- 1970 : Pussycat, Pussycat, I Love You (en)
- 1972 : La Clinique en folie (Where Does It Hurt?)
- 1975 : Le Vent de la violence (The Wilby Conspiracy) de Ralph Nelson
- 1987 : Les Crados, le film (The Garbage Pail Kids Movie)

### Comme acteur
- 1979 : Shérif, fais-moi peur (série TV): Manny (saison 1, épisode 4 : L'occasion fait le larron)